# La Roca (Vilallonga de Ter)
La Roca es una localidad española del municipio de Vilallonga de Ter, perteneciente a la provincia de Gerona, en la comunidad autónoma de Cataluña.

## Toponimia
El nombre del lugar puede encontrarse referido como La Roca o La Roca de Pelancà.

## Historia
A mediados del siglo XIX, el lugar era descrito como una aldea del término de San Martín de Vilallonga. Aparece descrito en el decimotercer volumen del Diccionario geográfico-estadístico-histórico de España y sus posesiones de Ultramar de Pascual Madoz de la siguiente manera:

ROCA (la): ald. en la prov. de Gerona, part. jud. de Ribas. sit. contiguo al camino que conduce de la cab. del part. á Camprodon, en el térm. del l. de San Martin de Villalonga, del cual depende en todo; toma el nombre de la posicion topografica que tiene, pues las casas se hallan edificadas alrededor de una grande y aislada peña.
(Madoz, 1849, p. 530)

En 2022, la localidad tenía empadronados 29 habitantes.